# Jaume Ferrer Hernández
Jaume Ferrer Hernández (Maó, 26 de juny de 1883 — Sevilla, 13 de març de 1922) fou un farmacèutic, químic i oceanògraf menorquí, professor a les universitats de Barcelona i Madrid i, a partir del 1912, catedràtic de química a la de Sevilla. Destacà pels seus estudis oceanogràfics.

## Vida
El seu pare era Jaume Ferrer Aledo, també farmacèutic, naturalista, polígraf i que destacà, sobretot, en l'estudi dels peixos de Menorca. Ferrer obtingué el títol de batxillerat el 18 de maig de 1898 a l'Institut de Segon Ensenyament de Maó. Estudià a la Universitat de Barcelona on fou alumne d'Odón de Buen y del Cos (1863-1945), catedràtic d'història natural (1889-1911) i iniciador de l'oceanografia espanyola. Encara alumne, Ferrer ja fou nomenat cap de pràctiques de mineralogia i botànica (1900-1905). El 1904 es llicencià en farmàcia amb premi extraordinari i el 1905 en ciències fisicoquímiques. Es doctorà en ciències fisicoquímiques el 1906 amb la tesi Acción del peróxido de hidrógeno sobre el selenio en presencia de óxidos metálicos. A finals d'aquell mateix any, fou nomenat professor ajudant interí de la Facultat de Ciències de la Universitat de Barcelona i, durant el darrer trimestre, impartí l'assignatura de cristal·lografia.
El gener de 1907 se li concedí el premi extraordinari de doctorat. El març d'aquell mateix any fou nomenat professor ajudant de la Secció de Ciències de l'Institut de Segon Ensenyament de Maó i li foren encarregades les càtedres de Fisiologia i Higiene i d'Història Natural. Tanmateix, Ferrer restà poc temps a l'illa perquè el febrer de 1908 fou cridat per Odón de Buen a Madrid, on obtingué un contracte de professor auxiliar interí de la Facultat de Ciències de la Universitat Complutense. Fou un col·laborador destacat del Laboratori de Biologia Marina de Portopí, a la badia de Palma, inaugurat el 1908 i dirigit per Odón de Buen.
L'any 1911 guanyà per oposició la plaça de professor auxiliar numerari de la secció de Químiques de la Facultat de Ciències de la Complutense, on treballava. El mes de març de 1912 guanyà, també per oposició, la càtedra de Química orgànica de la Facultat de Ciències de Sevilla i s'hi mudà. Fou catedràtic de química orgànica de la Universitat de Sevilla (1912-22) i el 1919 fou nomenat cap de secció de química de l'Institut Espanyol d'Oceanografia. El 1913, pensionat per la Junta d'Ampliació d'Estudis es formà en síntesi orgànica amb el francès Paul Sabatier (1854-1941), premi Nobel de química del 1912.
El 1920, sense deixar la càtedra a la Universitat de Sevilla, fou nomenat professor agregat de l'Escola Industrial d'Arts i Oficis de Sevilla, amb l'encàrrec d'impartir química general, electroquímica i anàlisi química. Aquell mateix any rebé el títol de Comendador Ordinario de la Orden Civil de Alfonso XII, com a recompensa pels seus treballs a l'Institut Espanyol d'Oceanografia.

## Obra
En els seus treballs de química orgànica destaquen els estudis sobre els xantats. Quant a la química marina fou un precursor i guia dels que treballaren en el camp. Participà en diverses campanyes oceanogràfiques, com les del vaixell Núñez de Balboa (1914-1915) per aigües de Balears i el Mediterrani espanyol fins a Cadis, les del creuer Río de la Plata i el buc auxiliar Primero de Meira l'any 1917 per les Ries Baixes de Galícia, amb el canoner Hernán Cortés l'any 1918 pel Cantàbric i finalment amb el vaixell Giralda els anys 1920-21 per les Illes Balears, Còrsega, cap de Creus, Cadis, Lisboa i l'estret de Gibraltar. En aquesta última travessia treballà juntament amb el Príncep de Mònaco Albert I (1848-1922), un altre apassionat del món marí. La fatalitat fe que els dos morissin amb poc temps de diferència. Les mostres d'aigua recollides eren després exhaustivament estudiades als laboratoris de química on es determinava el grau de salinitat i s'elaboraven anàlisi de productes animals. Els seus treballs destacaven pel seu caràcter analític, tant de les sals i l'oxigen dissolt en el mar com de la determinació dels patrons d'aigua de qualitat. És autor, entre altres estudis, de Nota sobre la turba del Ebro, Minerales del cabo de Creus (1902) i Materiales para las faunas ictiológicas de las Baleares.